# エスタディオ・ムニシパル・デ・サント・ドミンゴ
エスタディオ・ムニシパル・デ・サント・ドミンゴ（Estadio Municipal de Santo Domingo）は、スペイン・マドリード州アルコルコンにあるサッカー専用スタジアム。ADアルコルコンのホームスタジアムである。